# Canton de Fronsac
Le canton de Fronsac est une ancienne division administrative française située dans le département de la Gironde et la région Aquitaine.

## Géographie
Ce canton était organisé autour de Fronsac dans l'arrondissement de Libourne. Son altitude variait de 1 m (Asques) à 88 m (Saint-Aignan) pour une altitude moyenne de 40 m.

## Composition
Le canton de Fronsac regroupait dix-huit communes et comptait 15 938 habitants (population municipale) au 1er janvier 2010.
| Nom                         | Code Insee | Intercommunalité | Superficie (km2) | Population (dernière pop. légale) | Densité (hab./km2) |
| --------------------------- | ---------- | ---------------- | ---------------- | --------------------------------- | ------------------ |
| Asques                      | 33016      | CC du Fronsadais | 6,28             | 475 (2014)                        | 76                 |
| Fronsac                     | 33174      | CC du Fronsadais | 15,29            | 1 195 (2014)                      | 78                 |
| Cadillac-en-Fronsadais      | 33082      | CC du Fronsadais | 3,81             | 1 276 (2014)                      | 335                |
| Galgon                      | 33179      | CC du Fronsadais | 15,18            | 3 029 (2014)                      | 200                |
| La Lande-de-Fronsac         | 33219      | CC du Fronsadais | 8,53             | 2 331 (2014)                      | 273                |
| Lugon-et-l'Île-du-Carnay    | 33259      | CC du Fronsadais | 10,94            | 1 195 (2014)                      | 109                |
| Mouillac                    | 33295      | CC du Fronsadais | 1,87             | 94 (2014)                         | 50                 |
| Périssac                    | 33317      | CC du Fronsadais | 12,16            | 1 126 (2014)                      | 93                 |
| La Rivière                  | 33356      | CC du Fronsadais | 3,22             | 388 (2014)                        | 120                |
| Saillans                    | 33364      | CC du Fronsadais | 6,22             | 386 (2014)                        | 62                 |
| Saint-Aignan                | 33365      | CC du Fronsadais | 2,75             | 221 (2014)                        | 80                 |
| Saint-Genès-de-Fronsac      | 33407      | CC du Fronsadais | 6,96             | 758 (2014)                        | 109                |
| Saint-Germain-de-la-Rivière | 33414      | CC du Fronsadais | 4,28             | 388 (2014)                        | 91                 |
| Saint-Michel-de-Fronsac     | 33451      | CC du Fronsadais | 5,49             | 505 (2014)                        | 92                 |
| Saint-Romain-la-Virvée      | 33470      | CC du Fronsadais | 7,82             | 833 (2014)                        | 107                |
| Tarnès                      | 33524      | CC du Fronsadais | 1,45             | 278 (2014)                        | 192                |
| Vérac                       | 33542      | CC du Fronsadais | 8,59             | 916 (2014)                        | 107                |
| Villegouge                  | 33548      | CC du Fronsadais | 13,84            | 1 260 (2014)                      | 91                 |

## Démographie
| 1962  | 1968  | 1975  | 1982   | 1990   | 1999   | 2006   | 2011   | 2012   |
| ----- | ----- | ----- | ------ | ------ | ------ | ------ | ------ | ------ |
| 8 995 | 8 999 | 9 652 | 12 259 | 13 889 | 13 960 | 14 757 | 16 146 | 16 311 |

## Administration

### Conseillers généraux de 1833 à 2015
| Période | Période             | Identité                                            | Étiquette                         | Qualité |
| ------- | ------------------- | --------------------------------------------------- | --------------------------------- | --- |
| 1833    | 1836                | Jean David                                          | Majorité dynastique               | Propriétaire, maire de Libourne (1832-1848) Elu en 1839 dans le Canton de Libourne                                                                                           |
| 1836    | 1845                | Jean Étienne Raimond-Fontémoing (1776-1854)         |                                   | Négociant en vins, ancien maire de Libourne (1828-1832) |
| 1845    | 1880                | Pierre François Eugène Lacaze (gendre du précédent) | Droite bonapartiste               | Procureur de la République à Libourne puis Conseiller à la Cour impériale de Bordeaux                                                                                        |
| 1880    | 1881 (démission)    | Élie Guénon                                         | Républicain                       | Notaire, maire de Fronsac |
| 1882    | 1886                | Pierre François Eugène Lacaze                       | Droite                            | Conseiller à la Cour impériale de Bordeaux |
| 1886    | 1892                | Raimond Chaperon                                    | Droite bonapartiste               | Propriétaire, maire de Lugon (1900-1904) |
| 1892    | 1904                | Jean André Boiteau                                  | Républicain                       | Propriétaire, géomètre-expert, maire de Villegouge |
| 1904    | 1928                | Édouard Eymond                                      | Alliance démocratique et radicale | Conseiller d'État Député (1912-1924 et 1928-1932) Maire de Lugon (1904-1929)                                                                                                 |
| 1928    | 1928 (invalidation) | Émile Godrie                                        | Rad.                              | Propriétaire-viticulteur, maire de Cadillac-en-Fronsadais, conseiller d'arrondissement                                                                                       |
| 1928    | 1940                | Maxime Teyssandier                                  | Rad.                              | Médecin Conseiller municipal de Lugon Nommé conseiller départemental en 1943                                                                                                 |
|         |                     |                                                     |                                   | |
| 1945    | 1974                | Maxime Teyssandier                                  | Rad. puis DVD                     | Médecin Maire de Lugon (1929-1971) Sénateur (1946-1948) |
| 1974    | 1988                | Henri Dubos                                         | CNI                               | Médecin - Maire de Fronsac |
| 1988    | 2015                | Michel Frouin                                       | PS                                | Secrétaire de mairie Maire de Lugon-et-l'Île-du-Carnay (1973-2020) Président de la communauté de communes du canton de Fronsac (2003-2017) Vice-président du Conseil général |

### Conseillers d'arrondissement (de 1833 à 1940)
| Période                                  | Période | Identité                 | Étiquette   | Qualité |
| ---------------------------------------- | ------- | ------------------------ | ----------- | --- |
| 1833                                     | 1848    | M. Ambaud                |             | Juge de paix à Fronsac                                                                                      |
|                                          |         |                          |             | |
| 1883                                     | 1895    | M. Héraud                |             | |
| 1895                                     | 1901    | Jacques Bussier          | Républicain | Propriétaire-viticulteur à Saint-Michel-de-Fronsac                                                          |
| 1901                                     | 1925    | Jean-Charles Teyssandier | Républicain | Médecin à Lugon                                                                                             |
| 1925                                     | 1928    | Émile Godrie             | Rad.        | Propriétaire-viticulteur, maire de Cadillac-en-Fronsadais                                                   |
| 1928                                     | 1940    | M. Baron                 | Rad.        | |
| 1940                                     |         |                          |             | Les conseils d'arrondissement ont été suspendus par la loi du 12 octobre 1940 et n'ont jamais été réactivés |
| Les données manquantes sont à compléter. |         |                          |             | |